# Microscopi electrònic

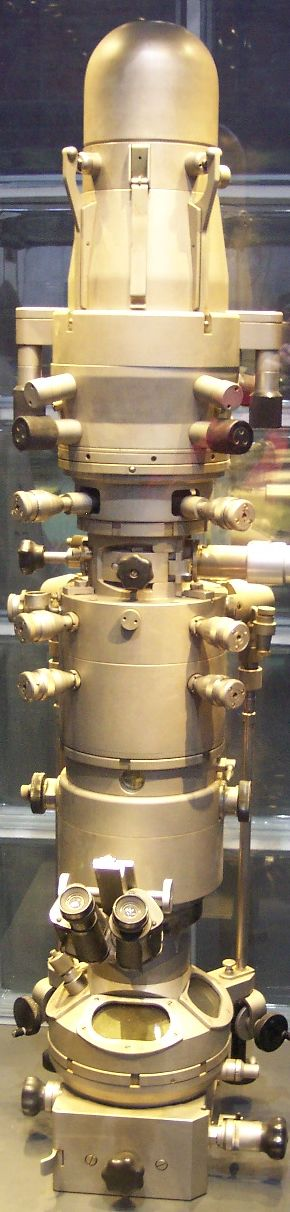
Microscopi electrònic de transmissió.

El microscopi electrònic és un aparell que permet de fer observacions de la matèria a escales molt més petites que la microscòpia òptica. Es diferencia dels microscopis òptics perquè utilitzen electrons en comptes de fotons.
Els electrons, com totes les partícules presenten un comportament dual, és a dir que obren alhora com a partícula i com a ona, amb una longitud d'ona (longitud d'ona de De Broglie) molt més petita que la dels fotons de la llum, la qual cosa permet d'obtenir una més bona resolució de les imatges. Aquesta longitud d'ona és inversament proporcional al moment lineal de l'electró {\displaystyle p}, producte de la seva massa per la velocitat a la qual es mou {\displaystyle p=m\cdot v}, segons la relació següent, on {\displaystyle h} és la constant de Planck:
{\displaystyle \lambda ={\frac {h}{mv}}}
El flux primari d'electrons pot controlar-se amb l'ús de lents electromagnètiques, que se situen després del canó d'electrons. El físic i enginyer alemany Ernst Ruska va ser el primer a construir un microscopi electrònic l'any 1931. El primer microscopi electrònic comercial va ser posat al mercat per Siemens a la dècada del 1930.

## Història
La recerca fonamental empresa per nombrosos físics durant el primer quart del segle xx suggerí que els raigs catòdics (feixos d'electrons) podrien ésser emprats d'alguna manera per a incrementar la resolució del microscopi. El físic francès Louis-Victor de Broglie (1892-1987), l'any 1924, obrí camí amb el suggeriment que els feixos d'electrons podrien ésser considerats com una forma de moviment ondulatori. De Broglie derivà la fórmula per a llur longitud d'ona, dita longitud d'ona de De Broglie, la qual palesà que, per exemple, per a electrons accelerats per 60 kV, la longitud d'ona efectiva fóra de 5 pm —és a dir, 100 000 vegades menor que la de la llum verda. Si tals ones poguessin ésser emprades en un microscopi, se'n derivaria un increment considerable de la resolució.

Ernst August Friedrich Ruska.

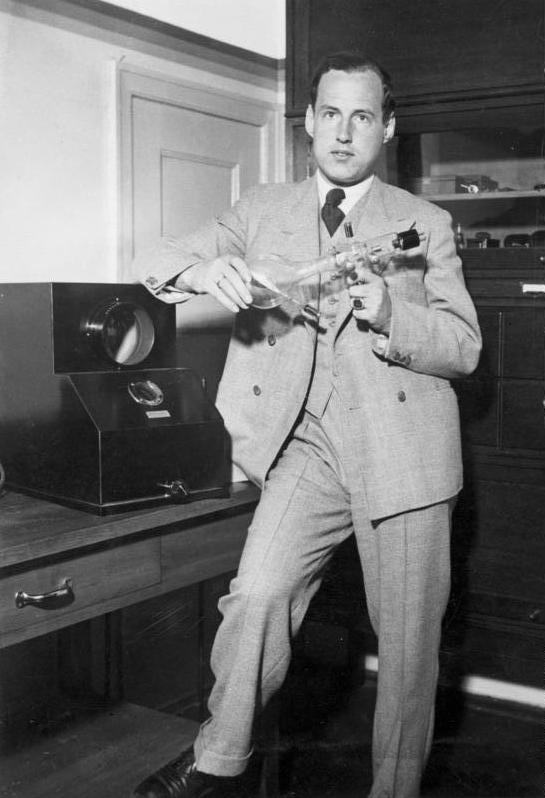
Manfred von Ardenne.

L'any 1926 hom demostrà que els camps magnètics o electroestàtics podien actuar com a lents per a electrons o altres partícules carregades. Aquesta descoberta inicià l'estudi de l'òptica electrònica, i cap al 1931 els enginyers elèctrics alemanys Max Knoll (1897-1969) i Ernst Ruska (1906-1988) havien concebut un microscopi electrònic de dues lents que produïa imatges de la font d'electrons. L'any 1933 es construí un microscopi electrònic primitiu que generava imatges d'una mostra en comptes de la font d'electrons, i el 1935 Knoll produí una imatge escanejada d'una superfície sòlida. La resolució del microscopi òptic no trigà a ésser superada. El físic alemany Manfred von Ardenne (1907-1997), i l'enginyer electrònic britànic Charles Oatley (1904-1996) establiren els fonaments de la microscòpia electrònica de transmissió (en la qual el feix d'electrons travessa la mostra) i de la microscòpia electrònica de rastreig (en la qual el feix d'electrons ejecta de la mostra altres electrons que subseqüentment són analitzats), fets que consten de manera eminent en l'obra d'Ardenne Elektronen-Übermikroskopie (1940). El progrés ulterior en la construcció de microscopis electrònics es veié retardat durant la Segona Guerra Mundial, però rebé un nou impuls el 1946 amb la invenció de l'estigmador, el qual corregeix l'astigmatisme de la lent objectiu, després de la qual cosa la seva producció es generalitzà.

## Fonaments
Els microscopis electrònics empren feixos d'electrons per a generar imatges ampliades de mostres, sia per transmissió, on el feix travessa una làmina ultramonetèssima de la mostra, sia per reflexió sobre la seva superfície, mitjançant l'escombratge de la mostra per part del feix. Els avantatges inherents a l'ús d'un microscopi electrònic són considerables. Per una banda, el seu poder de resolució és superior a 50 pm en el mode de transmissió i d'aproximadament 1 nm en el de rastreig, gràcies a la longitud d'ona extremament curta dels electrons (aproximadament 100 000 vegades inferior a la dels fotons). Per altra banda, té una capacitat d'augment de fins a 10 000 000× en transmissió i 500 000× en escombratge. A més. la possibilitat d'acoblar al microscopi una diversitat d'equipaments permet l'obtenció d'imatges analítiques i dur a terme anàlisis elementals, químiques i cristal·logràfiques.
En comptes de lents de vidre esmerilat, característiques del microscopi òptic, el microscopi electrònic utilitza electroimants a tall de «lents» per a focalitzar el feix d'electrons en una imatge i per a governar-ne la posició sobre la mostra. El feix electrònic és generat per un filament —que pot ser de diversos tipus, com ara l'hexaborur de tungstè WB6 o de lantani LaB6— el qual és escalfat per un ànode d'alt voltatge (fins a 300 kV). Aquest filament emet electrons mitjançant emissió termoiònica o emissió de camp, que són posteriorment accelerats per un potent camp elèctric i conformats en un feix per l'acció de les lents.
La longitud d'ona de De Broglie {\displaystyle \lambda } es pot posar en funció del voltatge {\displaystyle \Delta V} sabent que l'energia cinètica dels electrons {\textstyle {\tfrac {1}{2}}mv^{2}} és igual al producte de la càrrega elèctrica {\displaystyle q} de l'electró per la diferència de potencial o voltatge {\displaystyle q\Delta V}, amb les següents operacions:
{\displaystyle {\tfrac {1}{2}}mv^{2}=q\Delta V}{\displaystyle v={\sqrt {\frac {2q\Delta V}{m}}}}{\displaystyle \lambda ={\frac {h}{mv}}={\frac {h}{m{\sqrt {\frac {2q\Delta V}{m}}}}}={\frac {h}{\sqrt {2qm\Delta V}}}={\frac {1,23\,nm}{\sqrt {\Delta V}}}}

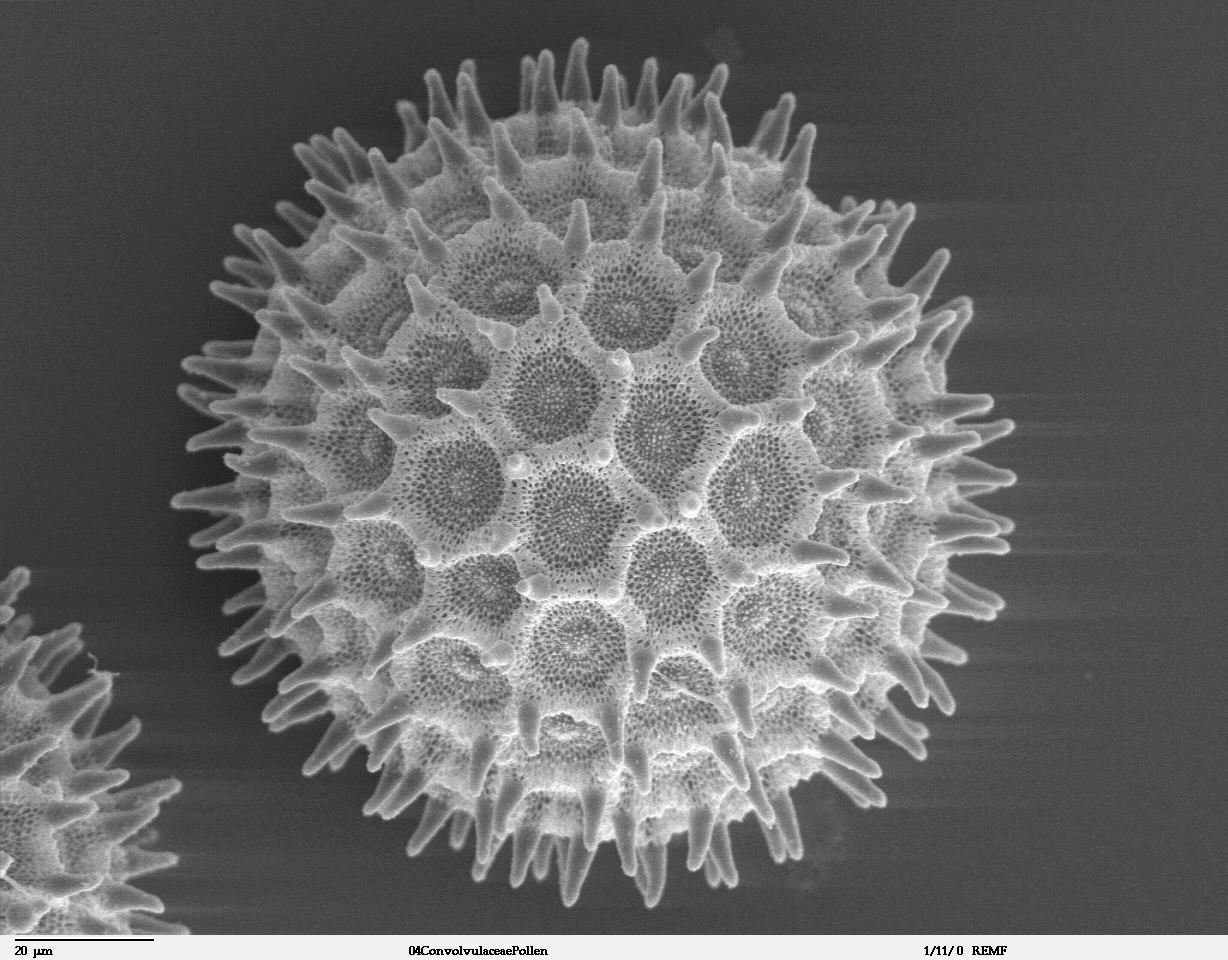
Gra de pol·len dIpomoea purpurea observat amb microscopi electrònic.

La naturalesa carregada del feix electrònic exigeix que les mostres tinguin conductivitat; altrament, es produiria una acumulació de càrregues en la mostra que enfosquiria la imatge en desviar o interrompre transitòriament el feix. El recobriment de les mostres no conductores amb una fina pel·lícula d'or, de pal·ladi o de carboni sol conferir-los la conductivitat adient. La totalitat de l'estructura columnar del microscopi electrònic convencional es troba sota un buit intern elevat o ultraalt, com a mínim de 10−4 torr, atès que les molècules atmosfèriques desviarien els electrons. Aquest requisit de buit implica una preparació especialitzada de les mostres, particularment en el cas de les mostres biològiques, a fi de fixar-les, deshidratar-les i conferir-los estabilitat en condicions de buit. Es comercialitzen microscopis electrònics de baixa pressió capaços d'operar a pressió atmosfèrica normal o a pressions superiors. Atès que la visualització de la mostra s'efectua mitjançant electrons, en contraposició als fotons emprats en la microscòpia òptica, no es transmet informació cromàtica de la mostra, i les imatges es representen en escala de grisos.

## Tipus de microscopis electrònics

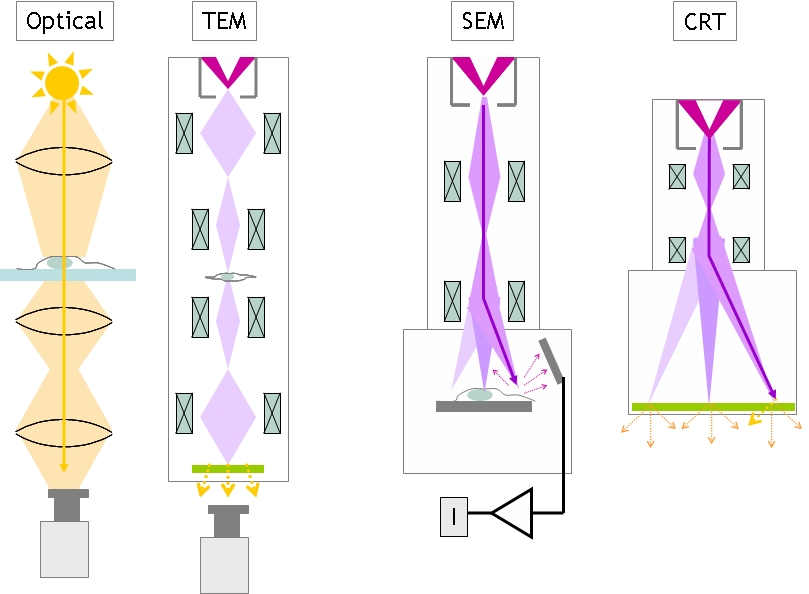
Comparació de diferents tipus de microscopis electrònics i un d'òptic.

En funció del tipus de comportament dels electrons secundaris es poden classificar en: microscopis electrònics de transmissió (TEM, acrònim anglès de transmision electron microscope) i microscopis electrònics de rastreig (SEM, acrònim anglès de scanning electron microscope).

### Microscopi electrònic de transmissió (TEM)

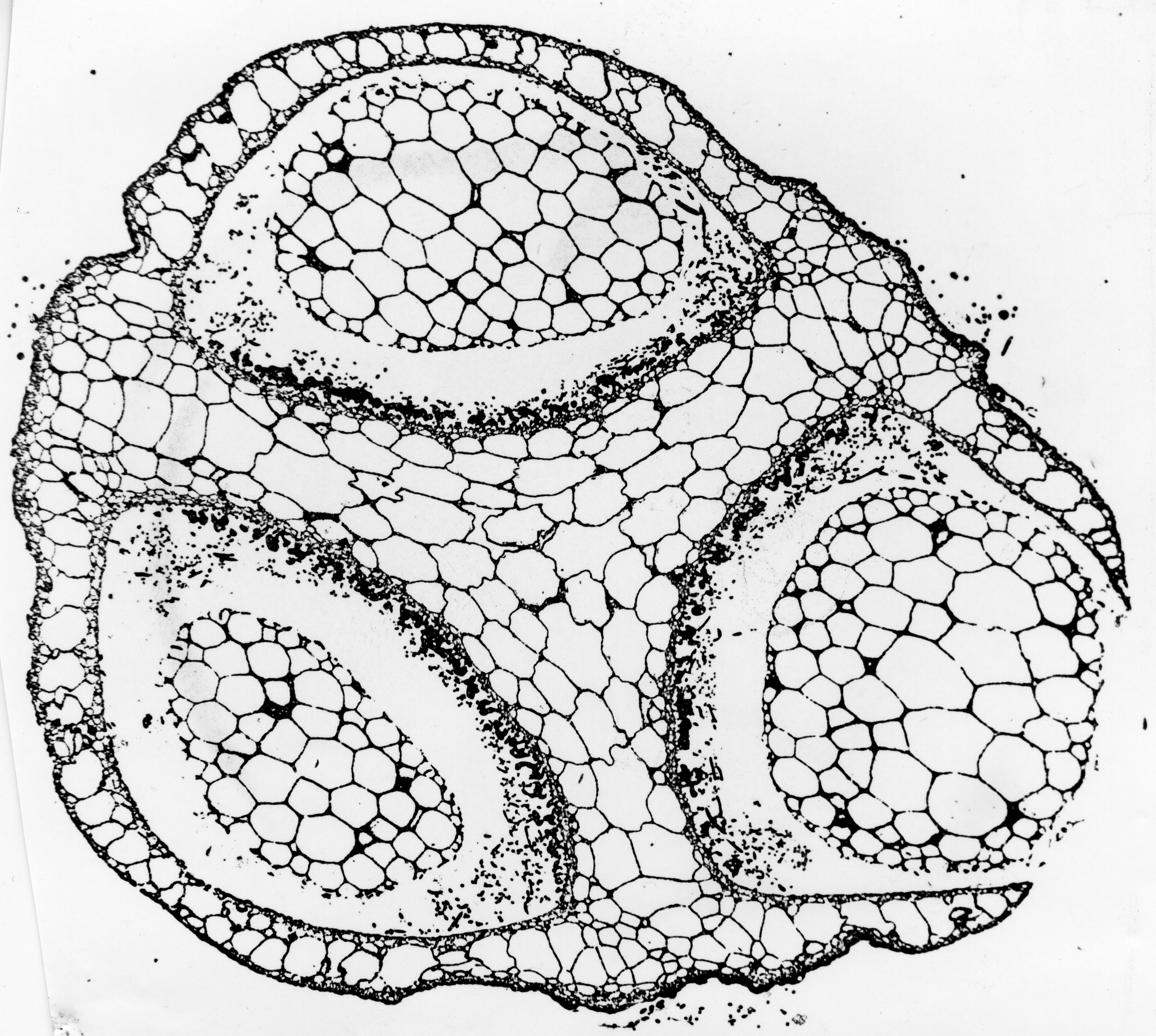
Micrografia electrònica de transmissió (TEM) d'una megàspora del gènere Azolla provinent de sediments postglacials de la Laguna El Junco, a l'illa de San Cristóbal (illes Galápagos).

En un microscopi electrònic de transmissió (TEM), el feix d'electrons travessa la mostra i és difractat de manera diferencial per les estructures internes d'aquesta. La imatge real magnificada s'observa en la pantalla de l'ordinador del microscopi o bé es registra (en pel·lícula fotogràfica o en format digital). Per tal que els electrons puguin travessar la mostra, aquesta ha de posseir una finesa del voltant de 0,1 μm (0,000 1 mm), que és una limitació significativa d'aquest microscopi. Les mostres destinades a la visualització mitjançant TEM són deshidratades, fixades químicament i incloses en una resina polimèrica que els confereix suport; posteriorment, són seccionades fins a la grossària adient mitjançant un ultramicròtom.

#### Microscopi electrònic de transmissió de feix fix (TEM)
L’anomenat microscopi electrònic de transmissió de feix fix (TEM) consta dels següents elements:
- una font emissora d’electrons, generalment un canó d’electrons en què aquests són emesos per efecte termoiònic;
- un dispositiu accelerador (un ànode o un conjunt d’ànodes mantinguts a alt voltatge);
- un sistema de guiatge, constituït per lents electroestàtiques (que són, essencialment, dispositius que generen un camp elèctric o electromagnètic, com ara els electroimants anulars), que té per finalitat de confinar els electrons en les trajectòries adients, i que ha d’ésser corregit de les possibles aberracions que es puguin presentar;
- un sistema visualitzador (placa fotogràfica, pantalla fluorescent, pantalla de TV) que transforma el senyal electrònic en una imatge visible.

Generalment, el conjunt ha de ser immers en una atmosfera sotmesa a un buit elevat. La mostra és situada entre el sistema condensador, que concentra en un feix estret els electrons emesos per la font emissora, i el sistema formador d’imatge, que generalment consta, a més d’un seguit de diafragmes de contrast i selecció, de tres lents, anomenades objectiu, lent intermèdia i projector. El principi físic del funcionament d’aquest microscopi consisteix en el següent: els electrons que incideixen sobre la mostra a observar (que freqüentment és situada sobre una pel·lícula finíssima suportada per una reixeta de coure) són dispersats pels seus àtoms, és a dir, experimenten un canvi de direcció en col·lidir-hi; els més desviats són interceptats per un diafragma, de manera que els punts de la mostra que més electrons han dispersat apareixeran menys intensos en la imatge final. És a dir, en el microscopi electrònic de transmissió, la propietat diferenciadora dels punts de la mostra és llur diferent “capacitat dispersiva”, i aquesta informació, convenientment tractada, dóna lloc a una imatge visible.

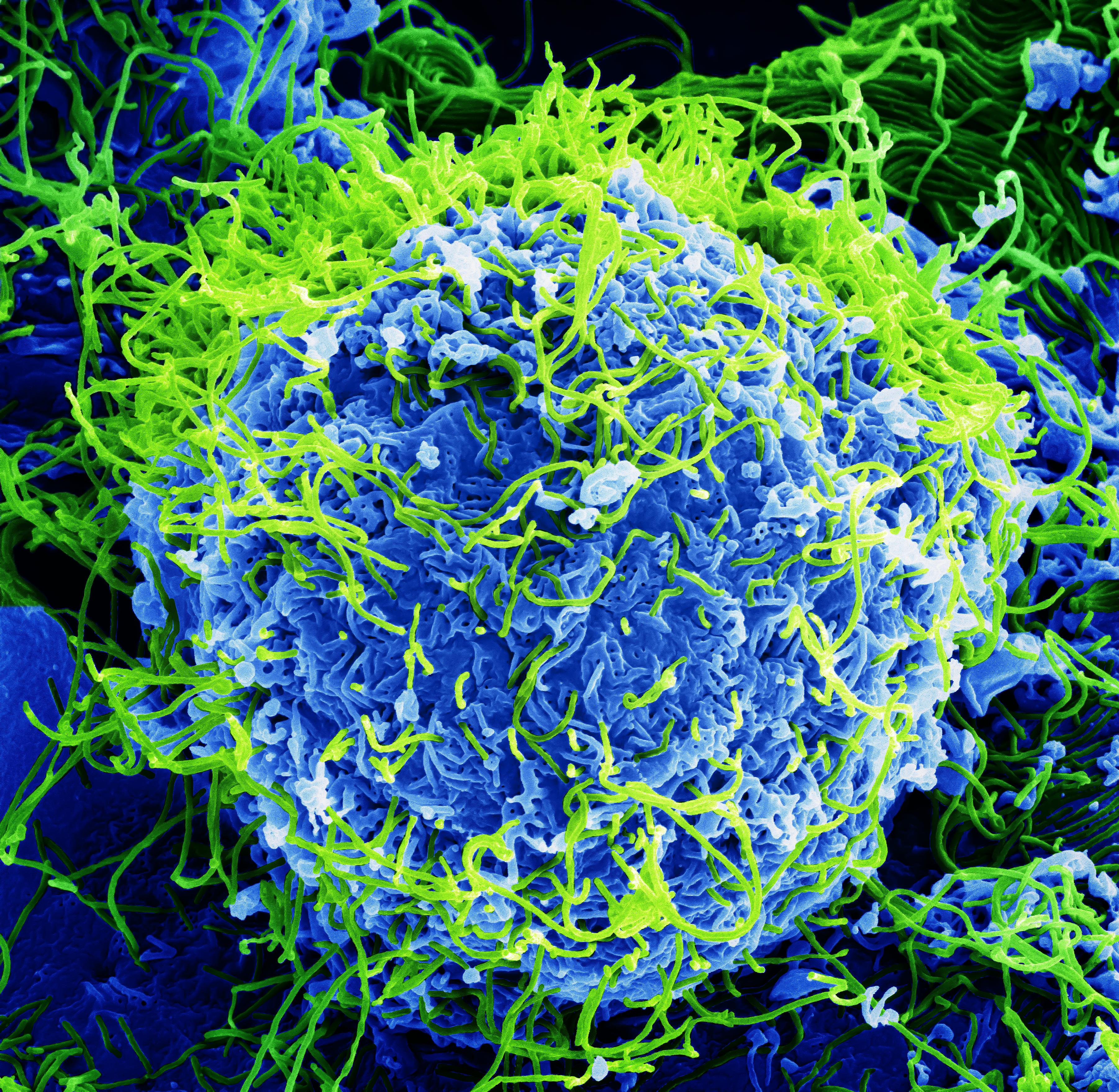
Micrografia electrònica de rastreig acolorida de partícules del virus d'Ebola (en verd), observades tant com a partícules extracel·lulars com en forma de partícules gemmants d'una cèl·lula renal de mona verda africana (en blau) amb infecció crònica. Ampliació de 20 000 augments i acolorida mitjançant eines de grafisme per ordinador.

#### Microscopi d’escombratge en transmissió (STEM)
Una segona varietat del microscopi de transmissió és l’anomenat microscopi d’escombratge en transmissió (STEM) que no és més que un híbrid del microscopi de transmissió i del d’escombratge: els electrons travessen la mostra i són dispersats diferenciadament, però la mostra és recorreguda per escombratge i la imatge no es forma mitjançant lents electròniques sinó mitjançant un sistema detector-visualitzador similar al del microscopi electrònic d’escombratge.

#### Microscopis electrònics d’alta tensió
Hom ha desenvolupat microscopis de transmissió en què els electrons incidents són d’alta energia, superior per exemple a 150 KeV; aquests són els anomenats microscopis electrònics d’alta tensió.

### Microscopi electrònic de rastreig (SEM)

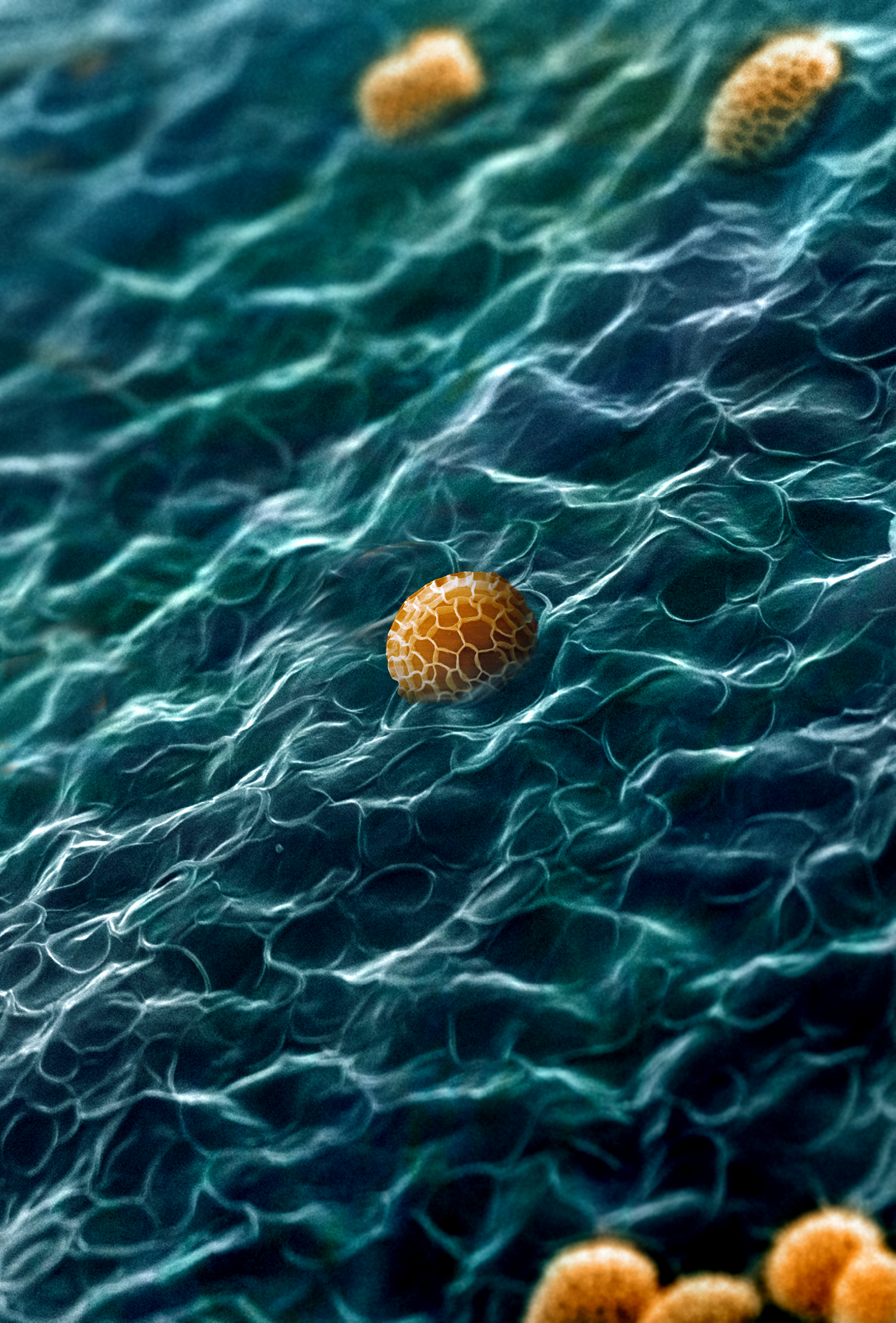
La superfície interna del peridi del rar mixomicet Tubifera dudkae és coberta de plecs, semblants a les ones marines. Entre aquests, s'observen espores ovalades i reticulades. Micrografia obtinguda amb microscopi electrònic de rastreig i acolorida mitjançant eines de grafisme per ordinador.

Els microscopis electrònics de rastreig, o d’escombratge o de scanning, (SEM) empren, en essència, mecanismes anàlegs als del TEM per a la generació del feix, si bé el control d'aquest per part de les lents difereix substancialment del que s'esdevé en un TEM. El feix electrònic és inicialment focalitzat per lents condensadores que el redueixen a un punt (spot) de pocs nanòmetres de diàmetre. Un o diversos parells de bobines d'escombratge electromagnètiques desvien el feix de tal manera que aquest explora una àrea rectangular de la superfície de la mostra seguint una trama (raster) (coordenades x i y). Les dimensions i la velocitat d'aquest escombratge són ajustables per l'operador mitjançant un ordinador integrat en el xassís de l'instrument. La utilitat primordial del SEM rau en la interacció entre el feix i la mostra, així com en l'intercanvi energètic que s'hi produeix. El feix d'electrons primari interacciona amb la mostra dins d'un volum piriforme (denominat volum d'interacció), les dimensions del qual depenen, entre altres factors, de l'energia del feix primari, de la «mida del punt» (el diàmetre del feix i la seva velocitat d'escombratge), del nombre atòmic mitjà de la mostra i de la seva densitat. La profunditat d'aquest volum d'interacció pot oscil·lar entre 100 nm i 5 µm. Aquest volum d'interacció genera un ventall de tipus d'energia, cadascun dels quals forneix informació específica sobre la mostra i la seva composició:
- Dispersió inelàstica: electrons secundaris i informació topogràfica (de superfície).
- Dispersió elàstica: electrons retrodispersats (BSE) i imatges de contrast per nombre atòmic (densitat).
- Radiació electromagnètica: raigs X característics i composició elemental.
- Altres fenòmens: catodoluminescència; difracció d'electrons retrodispersats (patrons de Kikuchi).[4]

La cambra de mostres del SEM sol presentar dimensions reduïdes, especialment quan s'hi acobla instrumentació analítica addicional. Les imatges i la informació provinents del SEM i dels seus instruments auxiliars es visualitzen en monitors. La funció d'escombratge del microscopi subministra informació posicional detallada sobre la composició de la mostra —com ara mapes elementals o de distribució de fases— en combinar-se amb instrumentació analítica, tal com els detectors d'electrons retrodispersats i els espectròmetres de raigs X per dispersió d'energies (EDX). Els SEM són capaços de generar augments que van des de 2× fins a 500 000×, la qual cosa els converteix en una eina polivalent per a l'anàlisi tant de materials biològics com d'altres tipus de materials.

### Microscopi electrònic de reflexió
El microscopi electrònic de reflexió consisteix en un feix d’electrons que il·luminen la mostra amb un angle d’incidència molt baix i una lent objectiu que forma una imatge a partir dels electrons reflectits; les imatges obtingudes donen una gran sensació de relleu.

### Microscopi electrònic d’emissió
El microscopi electrònic d’emissió (superat avui, però, per altres models) es basa en la formació d’una imatge a partir dels electrons que la mostra emet, sia espontàniament (quan és radioactiva, per exemple), sia a conseqüència d’un estímul excitador (radiatiu, tèrmic, etc.).